# Seznam pražských filmových lokací
Seznam pražských filmových lokací uvádí některá místa v Praze, kde se natáčely české filmy a televizní seriály.
Tento seznam není úplný, vzniká pouze na základě příspěvků uživatelů a údaje v něm uvedené jsou často obtížně ověřitelné.

## Bohnice
- Gdaňská ulice – Kaňka do pohádky
- Lodžská ulice – Kaňka do pohádky
- Mazurská ulice – Kaňka do pohádky
- Na Farkách – Kaňka do pohádky
- Psychiatrická nemocnice Bohnice – Jak svět přichází o básníky, Kawasakiho růže, Třicet případů majora Zemana - Studna
- Štětínská ulice – Kaňka do pohádky
- V Zámcích – Líbáš jako Bůh
- Eledrova – Třicet případů majora Zemana - Mimikry
- Zhořelecká – Stopy ve skle
- Vratislavská – Arabela
- Lodžská – Druhý dech
- Hlivická – Vrať se do hrobu
- Poznaňská – Stopy ve skle
- Lodžská – Čekání na déšť
- Hackerova – Skok

## Braník
- Branická ulice – Kruh (2001), Modrá krev
- Branické náměstí – Nevinné lži
- Divadlo Dobeška – Nestyda
- Ke Krči – Nevinné lži
- Modřanská ulice – Kruh (2001)
- Vrbova ulice – Nevinné lži
- Vrbova ulice (podjezd Jižní spojky) – Nevinné lži
- Údolní ulice – Karel a já

## Břevnov
- Ankarská ulice – Jak vytrhnout velrybě stoličku, Láska z pasáže
- Bělohorská ulice – Milenci v roce jedna
- Břevnovský hřbitov – Medvídek
- Břevnovský klášter – Medvídek
- Chaloupeckého – Non Plus Ultras
- Kolej Kajetánka – Bambinot, Jak básníci přicházejí o iluze
- Ladronka – Nestyda
- Markéta – Můj brácha má prima bráchu
- Markétská – Medvídek
- Park Ladronka – Medvídek
- Patočkova ulice – Kotva u přívozu
- Radimova ulice – Na kolejích čeká vrah
- Sestupná ulice – Dobrodružství kriminalistiky (díl Mechanoskopie)
- Stadion Evžena Rošického – Fénix
- Strahovský stadion – Neohlížej se, jde za námi kůň
- Šantrochova ulice – Jak vytrhnout velrybě stoličku
- Šlikova ulice – Na kolejích čeká vrah, Non Plus Ultras
- Šultysova ulice – Medvídek
- Tomanova ulice – Lucie, postrach ulice
- Ulice Heleny Malířové – Non Plus Ultras
- Ulice Kusá – Na pytlácké stezce
- Ústřední vojenská nemocnice – Na kolejích čeká vrah
- Vaníčkova ulice – Neohlížej se, jde za námi kůň, Nevinné lži
- Zátopkova ulice – Neohlížej se, jde za námi kůň
- Za Strahovem – Eliška má ráda divočinu

## Bubeneč
- Dejvická – Non Plus Ultras
- Císařský ostrov – Hříšní lidé města pražského
- Generali Arena – Non Plus Ultras
- Krupkovo náměstí – Falešná kočička, Jára Cimrman ležící, spící
- Milady Horákové – Musím tě svést, Neviděli jste Bobíka?
- Na Zátorce – Diagnosa X, Král Králů, Sextánka
- Nad Královskou oborou – Medvídek
- Papírenská ulice – Dobrodružství kriminalistiky (díl Volavka), Šakalí léta
- Sládkova ulice – Nevinné lži

## Čakovice
- Za Avií – Král Králů

## Černý Most
- Chlumecká ulice – Cirkus Bukowsky II.

## Dejvice
- Bílá ulice – Punťa a čtyřlístek
- Božkova ulice – Nevinné lži
- Bubenečská ulice – Non Plus Ultras
- Hotel International – Král Králů, Šakalí léta
- České družiny – Cirkus Bukowsky II.
- Čkalova ulice – Ještě větší blbec, než jsme doufali
- Dejvická ulice – Ještě větší blbec, než jsme doufali, Non Plus Ultras
- Evropská – Líbáš jako Bůh
- Fakulta architektury ČVUT – Láska na druhý pohled
- Flemingovo náměstí – Jarčin profesor
- Glinkova ulice – Musím tě svést
- Jaselská ulice – Ještě větší blbec, než jsme doufali
- Kafkova ulice – Návrat idiota
- K Brusce – Non Plus Ultras
- Koulova ulice – Král Králů
- Na Babě – Kulový blesk, Případy detektivní kanceláře Ostrozrak
- Na Černé hoře – Jak básníci přicházejí o iluze
- Na Pernikářce – Líbáš jako Bůh
- Na Pískách – Líbáš jako Bůh
- Na Sekyrce – Líbáš jako Bůh
- Nad Paťankou – Případy detektivní kanceláře Ostrozrak
- Nádraží Praha-Dejvice – Dobrodružství kriminalistiky (díl Mechanoskopie), Jedna kočka za druhou, Hříšní lidé města pražského, Operace Silver A, Půl domu bez ženicha
- Náměstí Na Santince – Bambinot
- Národní technická knihovna – Nevinné lži
- Technická ulice – Nevinné lži
- Thákurova ulice – Láska na druhý pohled
- Uralská ulice – Ještě větší blbec, než jsme doufali
- Vítězné náměstí – Kulový blesk, Non Plus Ultras
- Vostrovská ulice – Líbáš jako Bůh
- Zlatnice – Já už budu hodný, dědečku

## Dubeč
- Štěrboholská spojka – Jak ukrást Dagmaru

## Háje
- Opatovská ulice – Cirkus Bukowsky II., Jako jed
- „Otíkova lávka“  přes Opatovskou ulici u stanice metra Háje – Vesničko má středisková

## Hloubětín
- Hloubětínská ulice – Nevinné lži
- Konzumní ulice – Comeback

## Hlubočepy
- Barrandovská ulice – Nevinné lži
- Ke hřbitovu – Jakub
- Ke Smíchovu – Kamarád do deště
- Kříženeckého náměstí – Adam a Eva, Bohéma, Milenci v roce jedna
- Lumiérů – Jak napálit advokáta
- Na Placích – Jakub
- Skalní – Kráska v nesnázích
- Renoirova – Vesničko má středisková
- Prokopské jezírko – Pelíšky

## Hodkovičky
- V mokřinách – Příště budeme chytřejší, staroušku!

## Holešovice
- Argentinská – Němá barikáda
- Bubenská ulice – České století (díl Všechna moc lidu Stalinovi), Nevinné lži, Nevinnost
- Bubenské nábřeží – Nevinné lži
- Dělnická – Němá barikáda
- Dukelských hrdinů – Lekce Faust, Nevinné lži
- Expo 58 – Jak se krade milión, Král Králů, Noc oranžových ohňů
- Františka Křižíka – Král Králů
- Gymnázium Nad Štolou – Můj brácha má prima bráchu
- Hlávkův most – Kamarád do deště
- Hanavský pavilon – Osvobození Prahy
- Jankovcova ulice – Kam doskáče ranní ptáče, Kamarád do deště II – Příběh z Brooklynu, Když rozvod, tak rozvod, Něco je ve vzduchu, Němá barikáda
- Komunardů – Němá barikáda, Nevinné lži
- Kostelní ulice – Kdopak by se vlka bál
- Letenské sady – Adéla ještě nevečeřela, Byl jednou jeden dům, Cirkus Bukowsky II., Dobrodružství kriminalistiky (díl Střela), Jáchyme, hoď ho do stroje!, Jarčin profesor, Maharal – Tajemství talismanu, Muž, který se spustil, Muži v naději, My tři a pes z Pětipes, Osvobození Prahy
- Milady Horákové – Král Králů, Líbáš jako Bůh
- Most Barikádníků – Němá barikáda, Nikdo nic neví
- Na Maninách – Nevinné lži, Osvobození Prahy
- Na Zátorách – Nikdo nic neví
- Nábřeží Edvarda Beneše – Nestyda
- Nábřeží kpt. Jaroše – Král Králů
- Nad Štolou – Líbáš jako Bůh, Musím tě svést
- Nádraží Praha-Bubny – Němá barikáda
- Negrelliho viadukt – Žena, která ví, co chce
- Ortenovo náměstí – Němá barikáda
- Osadní – Němá barikáda
- Ovenecká – Líbáš jako Bůh
- Partyzánská – Němá barikáda, Nikdo nic neví
- Plynární ulice – Nikdo nic neví[1]
- Pplk. Sochora – Láska z pasáže
- Přístav Holešovice – Dobrodružství kriminalistiky (díl Volavka), Kamarád do deště II – Příběh z Brooklynu, Noc oranžových ohňů
- Royal Admiral Yacht Club – Kajínek
- Strossmayerovo náměstí – Nevinné lži
- Štefánikův most – Král Králů
- Štvanice – Kajínek
- Tusarova ulice – Nevinné lži, Němá barikáda
- U Pergamenky – Němá barikáda
- U Průhonu – Osvobození Prahy
- U studánky – Konec básníků v Čechách
- U Výstaviště – Když rozvod, tak rozvod
- Veletržní palác – Kdo chce zabít Jessii?
- Vrbenského ulice – Němá barikáda
- Zimní stadión Štvanice – Kamarád do deště II – Příběh z Brooklynu
- Železničářů – Němá barikáda

## Hostivař
- Kozinova ulice – Bloudění orientačního běžce
- Švehlova ulice – Můj brácha má prima bráchu
- Weilova ulice – Noc oranžových ohňů

## Hradčany
- Arcibiskupský palác – Amadeus, České století (díly Den po Mnichovu a Všechna moc lidu Stalinovi)
- Badeniho ulice – Anthropoid (film), Musím tě svést
- Černínská zahrada – Dobrodružství kriminalistiky (díl Duplikát)
- Dlabačov – Muž z Londýna, Neohlížej se, jde za námi kůň
- Gogolova ulice – Musím tě svést
- Hradčanské náměstí – Adéla ještě nevečeřela, Bohéma, Byli jednou dva písaři, České století (díl Den po Mnichovu), Jako jed, Karel a já, Krásný čas, Lidice, Muži v naději, Okres na severu
- Chotkova ulice – Osvobození Prahy
- K Brusce – Osvobození Prahy
- Kanovnická ulice – Dobrodružství kriminalistiky (díl Jed)
- Kapucínská ulice – Byli jednou dva písaři
- Katedrála sv. Víta – České století (díl Zabíjení soudruha), Modrá krev
- Ke Hradu – České století (díl Všechna moc lidu Stalinovi), Adéla ještě nevečeřela, Kouzelné galoše, Krásný čas, Muži v naději, Osvobození Prahy
- Keplerova ulice – Jarčin profesor, Kráska v nesnázích, Muž z Londýna
- Kramářova vila – Dobrodružství kriminalistiky (díl Bertillonáž)
- Letohrádek královny Anny – Hry lásky šálivé, Osvobození Prahy, Svatby pana Voka
- Loretánská ulice – Dobrodružství kriminalistiky (díl Antropologie), Hříšní lidé města pražského
- Loretánské náměstí – Adam a Eva, Adéla ještě nevečeřela, Hříšní lidé města pražského, Král Králů, Krásný čas, Medvídek, Nestyda
- Mariánské hradby – Kaňka do pohádky
- Mickiewiczova ulice – Arabela, Horem pádem, Kawasakiho růže, Vrásky z lásky
- Na valech – Její hřích, Nestyda, Osvobození Prahy
- Náměstí U Svatého Jiří – Dobrodružství kriminalistiky (díl Pes)
- Nerudova ulice – Kouzelné galoše, Muži v naději
- Nový Svět – Byli jednou dva písaři
- Pohořelec – Jak se krotí krokodýli, Jen si tak trochu písknout, Neohlížej se, jde za námi kůň
- Pražský hrad – Adéla ještě nevečeřela, České století, Jak ukrást Dagmaru
- Pražský hrad (Katedrála svatého Víta, Václava a Vojtěcha) – Modrá krev
- Pražský hrad (Rudolfova galerie) – Dobrodružství kriminalistiky (díl Písmo)
- Pražský hrad (Španělský sál) – Lidice
- Radnické schody – Kouzelné galoše, Muži v naději
- Schwarzenberský palác – Modrá krev
- Starý královský palác – Dobrodružství kriminalistiky (díl Duplikát)
- Strahovská ulice – Adéla ještě nevečeřela, Dobrodružství kriminalistiky (díl Tým)
- Strahovské nádvoří – Adéla ještě nevečeřela
- Strahovský klášter – Adéla ještě nevečeřela, Byl jednou jeden dům, Osvobození Prahy
- Toskánský palác – Dobrodružství kriminalistiky (díl Stopa)
- U Černého vola – Adéla ještě nevečeřela, Jako jed
- U kasáren – Dobrodružství kriminalistiky (díl Antropologie)
- Úvoz – Její hřích, Konec agenta W4C prostřednictvím psa pana Foustky, Muži v naději, Nestyda
- Velká strahovská zahrada – České století (díl Všechna moc lidu Stalinovi), Muž z Londýna, Muži v naději

## Chodov
- Chodovský hřbitov – Jako jed
- stanice metra Chodov – Kaňka do pohádky
- restaurace Severka (Metodějova ul.) – Národní třída

## Jinonice
- Nádraží – Přednosta stanice
- Radlická ulice – Já to tedy beru, šéfe...!
- Stará Stodůlecká – Já to tedy beru, šéfe...!
- U Tyršovy školy – Kameňák 4

## Josefov
- Červená ulice – Maharal – Tajemství talismanu, Nikdo nic neví
- Dušní ulice – Kdo chce zabít Jessii?, Případy detektivní kanceláře Ostrozrak
- Dvořákovo nábřeží – Milenci v roce jedna
- Jáchymova ulice – Adéla ještě nevečeřela
- Kaprova ulice – Jakub
- Maiselova ulice – Adéla ještě nevečeřela, Jak básníci přicházejí o iluze, Láska na druhý pohled, Maharal – Tajemství talismanu, Nikdo nic neví, Uctivá poklona, pane Kohn
- Náměstí Jana Palacha – Byl jednou jeden dům, Můj otec a ostatní muži
- Pařížská ulice – Bambinot, Byli jednou dva písaři, Kdo chce zabít Jessii?, Kulový blesk, Osvobození Prahy
- Staronová synagoga – Maharal – Tajemství talismanu, Uctivá poklona, pane Kohn
- Starý židovský hřbitov – Maharal – Tajemství talismanu
- Široká ulice – Adéla ještě nevečeřela, Kdo chce zabít Jessii?
- U smíchovského hřbitova – Jakub
- U starého hřbitova – Maharal – Tajemství talismanu, Nikdo nic neví

## Karlín
- Hlávkův most – Kamarád do deště
- Invalidovna – Četníci z Luhačovic
- K Olympiku – Král Králů
- Kaizlovy sady – Neberte nám princeznu
- Křižíkova ulice – Cirkus Bukowsky II., Comeback
- Lyčkovo náměstí – Neberte nám princeznu
- Peckova – Neuvěřitelný příběh
- Rohanské nábřeží – Noc oranžových ohňů
- Sokolovská – Muž a stín, Neuvěřitelný příběh
- Šaldova ulice – Comeback
- U Rustonky – Cirkus Bukowsky II.
- Žižkovský tunel pro pěší – Comeback

## Klánovice
- Praha-Klánovice (železniční zastávka) – Vrchní, prchni
- Slatinská – Cirkus Bukowsky II.

## Kobylisy
- Chaberská ulice – Comeback
- Klapkova ulice – Osvobození Prahy
- Přemyšlenská ulice – Osvobození Prahy

## Komořany
- Radotínský most – Nevinné lži

## Košíře
- Fabiánova – Pelíšky
- Musílkova – Pelíšky
- Píseckého – Pelíšky
- Před Cibulkami – Pelíšky
- Schodová – Pelíšky

## Krč
- Dětské centrum při Thomayerově nemocnici – Jakub
- Jalodvorská ulice – Nevinné lži
- Na strži – Něco je ve vzduchu
- Pujmanové – Kdo hledá zlaté dno
- Střední škola technická – Modré stíny
- Štúrova – Jak básníci neztrácejí naději
- Vídeňská ulice – Nevinné lži
- Za Zelenou liškou – Osvobození Prahy
- Zelený pruh – Modré stíny

## Kunratice
- Herrova ulice – Nevinné lži
- Chemická – Kajínek
- K Libuši – Osvobození Prahy
- Kostel sv. Jakuba Většího – Kladivo na čarodějnice
- Krále Václava IV. – Osvobození Prahy
- Na lhotech – Nevinné lži
- Náměstí Prezidenta Masaryka – Osvobození Prahy

## Kyje
- Krčínovo náměstí – Největší z Čechů

## Lahovice
- Radotínský most – Nevinné lži
- Strakonická ulice – Nevinné lži

## Letňany
- Beranových – Král Králů
- Opočenská – Král Králů

## Lhotka
- Koupaliště Lhotka – Kam doskáče ranní ptáče
- Novodvorská – Musím tě svést

## Libeň
- Bednářská – Anglické jahody
- Budínova ulice – Jak napálit advokáta
- Českomoravská ulice – Nevinné lži
- Čuprova – Kajínek
- Grabova vila – České století (díl Všechna moc lidu Stalinovi)
- Konšelská – Jak napálit advokáta
- Květinářská ulice – Němá barikáda
- Na Rokytce – Anglické jahody
- Povltavská – Kajínek, Němá barikáda
- Primátorská – Jak napálit advokáta
- Rokoska – Kopytem sem, kopytem tam
- Stejskalova ulice – Na dvoře je kůň, šéfe!
- V Holešovičkách – Atentát, Němá barikáda
- Zenklova ulice – Nevinné lži

## Liboc
- Evropská ulice – Na dvoře je kůň, šéfe!
- Obora Hvězda – Byli jednou dva písaři

## Libuš
- Meteorologická stanice ČHMÚ – Kotva u přívozu

## Malá Chuchle
- Strakonická ulice – Pumpaři od Zlaté podkovy

## Malá Strana
- Baráčnická rychta – Dobrodružství kriminalistiky (díl Antropologie)
- Cihelná ulice – Muži v naději, Nestyda
- Čertovka – Konec agenta W4C prostřednictvím psa pana Foustky, Kráska v nesnázích, Maharal – Tajemství talismanu
- Dražického náměstí – Adéla ještě nevečeřela, Bídníci, Já to tedy beru, šéfe...!, Micimutr, Nikdo nic neví
- Hellichova – Jedna ruka netleská
- Hroznová – Jak utopit dr. Mráčka aneb Konec vodníků v Čechách, Karel a já, Musím tě svést, Neohlížej se, jde za námi kůň
- Chotkova ulice – Osvobození Prahy, Právě začínáme
- Janáčkovo nábřeží – Jára Cimrman ležící, spící
- Jánský vršek – Modré z nebe, Neohlížej se, jde za námi kůň
- Jiřího Červeného – Konec agenta W4C prostřednictvím psa pana Foustky
- Karlův most – Adéla ještě nevečeřela, Její hřích, Jestřáb kontra Hrdlička, Léto s kovbojem, Micimutr, Nikdo nic neví
- Karmelitská ulice – Já, spravedlnost, Maharal – Tajemství talismanu, Neuvěřitelný příběh
- Klárov – Musím tě svést
- Kosárkovo nábřeží – Nikdo nic neví
- Kostel Panny Marie pod řetězem – Jen si tak trochu písknout
- Kostel sv. Mikuláše – Jak se krotí krokodýli
- Kostel sv. Vavřince – Kdopak by se vlka bál
- Lázeňská ulice – Dobrodružství kriminalistiky (díl Stopa), Jen si tak trochu písknout, Kouzelné galoše
- Ledebourský palác – Neohlížej se, jde za námi kůň
- Letenská ulice – Jako jed
- Lichtenštejnský palác – Musím tě svést
- Malá Fürstenberská zahrada – Adéla ještě nevečeřela, Kotva u přívozu
- Malostranská mostecká věž – Kouzelné galoše, Osvobození Prahy
- Malostranské nábřeží – Kamarád do deště, Když rozvod, tak rozvod, Náhodou je príma, Neohlížej se, jde za námi kůň
- Malostranské náměstí – Adéla ještě nevečeřela, Bohéma, Jako jed, Případy detektivní kanceláře Ostrozrak
- Maltézské náměstí – Adéla ještě nevečeřela, Dobrodružství kriminalistiky (díl Stopa), Já, spravedlnost, Jak utopit dr. Mráčka aneb Konec vodníků v Čechách, Jára Cimrman ležící, spící, Kouzelné galoše, Maharal – Tajemství talismanu, Neohlížej se, jde za námi kůň, Noc klavíristy, Případy detektivní kanceláře Ostrozrak
- Mánesův most – Osvobození Prahy
- Most Legií – Já nejsem já, Když rozvod, tak rozvod, Milenci v roce jedna
- Mostecká ulice – Jak utopit dr. Mráčka aneb Konec vodníků v Čechách, Neohlížej se, jde za námi kůň
- Na Kampě – Jak utopit dr. Mráčka aneb Konec vodníků v Čechách, Karel a já, Konec agenta W4C prostřednictvím psa pana Foustky, Kulový blesk, Láska na druhý pohled, Maharal – Tajemství talismanu, Na dvoře je kůň, šéfe!, Nikdo nic neví, Svatby pana Voka
- Národní ulice – Případy detektivní kanceláře Ostrozrak
- Nebovidská ulice – Jára Cimrman ležící, spící
- Nerudova ulice – Adéla ještě nevečeřela, České století (díl Všechna moc lidu Stalinovi), Dobrodružství kriminalistiky (díl Antropologie)
- Nerudovo gymnázium – Dobrodružství kriminalistiky (díl Neznámý)
- Nostický palác – Adéla ještě nevečeřela, České století (díl Veliké bourání)
- Nosticova ulice – Adéla ještě nevečeřela, Bohéma
- Park Kampa – Musím tě svést
- Pelclova ulice – Bohéma
- Petřínská rozhledna – Byl jednou jeden dům
- Petřínské sady – Jen si tak trochu písknout, Mladá léta, Osvobození Prahy
- Pod Bruskou – Osvobození Prahy
- Říční ulice – Bambinot
- Saská ulice – Dobrodružství kriminalistiky (díl Mechanoskopie)
- Sněmovní ulice – Adéla ještě nevečeřela, Konec agenta W4C prostřednictvím psa pana Foustky, Musím tě svést, Muži v naději
- Stanice metra Malostranská – Jako jed, Kaňka do pohádky
- Šporkova – Adéla ještě nevečeřela, Dobrodružství kriminalistiky (díl Krev), seriál Kamarádi, Maharal – Tajemství talismanu, Májové hvězdy, Muži v naději, Neohlížej se, jde za námi kůň,
- Thunovská ulice – Adéla ještě nevečeřela, Osvobození Prahy, Případy detektivní kanceláře Ostrozrak
- Tržiště – Maharal – Tajemství talismanu
- Tyršův dům – Dobrodružství kriminalistiky (díl Duplikát)
- U Bruských kasáren – Osvobození Prahy
- U lanové dráhy – Jen si tak trochu písknout
- U Lužického semináře – Jak utopit dr. Mráčka aneb Konec vodníků v Čechách, Kouzelné galoše, Maharal – Tajemství talismanu, Muži v naději, Na dvoře je kůň, šéfe!, Neohlížej se, jde za námi kůň, Nikdo nic neví
- U Sovových mlýnů – Jak utopit dr. Mráčka aneb Konec vodníků v Čechách, Jára Cimrman ležící, spící, Karel a já, Milenci v roce jedna, Neohlížej se, jde za námi kůň
- Újezd – Nestyda, Případy detektivní kanceláře Ostrozrak
- Valdštejnská jízdárna – Kaňka do pohádky
- Valdštejnská zahrada – Dobrodružství kriminalistiky (díl Vlas), Malá mořská víla, Milenci v roce jedna
- Velkopřevorské náměstí – Jarčin profesor, Láska na druhý pohled
- Vlašská ulice – České století (díl (Veliké bourání)
- Vojanovy sady – Neohlížej se, jde za námi kůň
- Vrtbovská zahrada – Jen ho nechte, ať se bojí
- Všehrdova – Bohéma, Muži v naději, Případy detektivní kanceláře Ostrozrak
- Zámecké schody – Adéla ještě nevečeřela
- Zrcadlové bludiště na Petříně – Byl jednou jeden dům, Případy detektivní kanceláře Ostrozrak

## Malešice
- Polygrafická – Jedna ruka netleská

## Michle
- 5. května – Jen si tak trochu písknout, Kdo hledá zlaté dno, Nevinné lži
- Chodovská – Kam doskáče ranní ptáče
- Jižní spojka – Kam doskáče ranní ptáče
- Kolonie Na Slatinách – Osvobození Prahy
- Michelská ulice – Nevinné lži
- Vršovická vodárna v Michli – Osvobození Prahy
- U plynárny – Osvobození Prahy

## Modřany
- Homérova ulice – Ach, ty vraždy!
- Násirovo náměstí – Ach, ty vraždy!

## Motol
- Fakultní nemocnice Motol – Den pro mou lásku, Jak básníkům chutná život, Lucie, postrach ulice, Skalpel, prosím
- Krematorium Motol – Kajínek, Kráska v nesnázích
- Plzeňská ulice – Pumpaři od Zlaté podkovy
- Za opravnou – Jáchyme, hoď ho do stroje!

## Nové Město
- 28. října – Jak básníci přicházejí o iluze
- Albertov – Bohéma, Jak utopit dr. Mráčka aneb Konec vodníků v Čechách
- Anatomický ústav 1. lékařské fakulty Univerzity Karlovy – Jak básníci přicházejí o iluze
- Apolinářská ulice – Dobrodružství kriminalistiky (díly Rekonstrukce a Hon na rozhlasových vlnách), Kawasakiho růže, První republika
- Benátská – Její hřích
- Čelakovského sady – Láska na druhý pohled
- Emauzský klášter – Milenci v roce jedna
- Faustův dům – Kam čert nemůže
- Hlavní nádraží – Adéla ještě nevečeřela, Byl jednou jeden dům, České století (díl Veliké bourání), Dobrodružství kriminalistiky (díly Rekonstrukce, Padělek a Neznámý), Dobří lidé ještě žijí, Já už budu hodný, dědečku, Jáchyme, hoď ho do stroje!, Jak se krotí krokodýli, Kaňka do pohádky, Láska z pasáže, Můj otec a ostatní muži, Na kolejích čeká vrah, Něco je ve vzduchu, Případy detektivní kanceláře Ostrozrak, Škoda lásky, Žena, která ví, co chce
- Hotel Paříž – Adéla ještě nevečeřela
- Hybernská ulice – Nevinné lži, Osvobození Prahy
- Charvátova ulice – Kamarád do deště
- Ječná ulice – Když rozvod, tak rozvod
- Jindřišská ulice – Kamarád do deště II – Příběh z Brooklynu
- Jiráskovo náměstí – Noc klavíristy
- Jiráskův most – Její hřích, Medvídek, Milenci v roce jedna
- Jungmannovo náměstí – Kajínek
- Karlovo náměstí – Byl jednou jeden dům, Jak napálit advokáta, Jak se krade milión, Jen si tak trochu písknout, Kam čert nemůže, Karel a já, Konec básníků v Čechách, Kříž u potoka, Kulový blesk, Lekce Faust
- Klimentská ulice – Na samotě u lesa
- Kostel sv. Kateřiny – Máj
- Koubkova ulice – Štika v rybníce
- Křemencova ulice – Dobrodružství kriminalistiky (díl Krev)
- Legerova ulice – Musím tě svést, Nevinné lži, Štika v rybníce
- Masarykovo nábřeží – Dobrodružství kriminalistiky (díly Tým a Volavka), Ještě větší blbec, než jsme doufali, Jen si tak trochu písknout, Kulový blesk, Milenci v roce jedna, Muži v naději, Nestyda, Osvobození Prahy
- Masarykovo nádraží – Non Plus Ultras, Osvobození Prahy
- Městský soud (Spálená ulice) – Dobrodružství kriminalistiky (díl Neznámý), Kdo chce zabít Jessii?
- Most Legií – Adéla ještě nevečeřela
- Můstek – Jen si tak trochu písknout, Láska z pasáže
- Myslíkova ulice – Když rozvod, tak rozvod
- Na příkopě – Kulový blesk, Na dvoře je kůň, šéfe!, Noc oranžových ohňů
- Na Poříčí – Dobrodružství kriminalistiky (díl Modus operandi)
- Na slupi – Byl jednou jeden dům
- Na Zbořenci – Jen si tak trochu písknout
- Na Zderaze – Jen si tak trochu písknout
- Nábřeží Ludvíka Svobody – Dobrodružství kriminalistiky (díl Poslední odvolání), Kdo chce zabít Jessii?, Okres na severu
- Náměstí I. P. Pavlova – Musím tě svést
- Náplavka pod Jiráskovým mostem – Dobrodružství kriminalistiky (díl Volavka)
- Národní divadlo – Bohéma, Osvobození Prahy
- Národní muzeum – České století (díly Kulka pro Heydricha a Zabíjení soudruha), Dobrodružství kriminalistiky (díl Duplikát), Jak se krade milión, Kawasakiho růže, Kouzelné galoše, Osvobození Prahy
- Národní třída – Kamarád do deště, Král Králů, Muži v naději, Nestyda, Osvobození Prahy
- Nekázanka – Kamarád do deště
- Nové mlýny – Kdo chce zabít Jessii?
- Obchodní dům MY – Jen si tak trochu písknout
- Opatovická ulice – Byl jednou jeden dům
- Opletalova ulice – Kdo chce zabít Jessii?, Nevinné lži
- Palác Adria – Král Králů, Noc oranžových ohňů, Případy detektivní kanceláře Ostrozrak
- Palác Chicago – Modrá krev
- Palác Koruna – Jáchyme, hoď ho do stroje!
- Palác Lucerna – Non Plus Ultras
- Palackého most – Bohéma
- Palackého náměstí – Jen si tak trochu písknout
- Panská ulice – Kamarád do deště II – Příběh z Brooklynu
- Pasáž Alfa – Láska z pasáže
- Pasáž Blaník – Láska z pasáže
- Pasáž Lucerna – Bohéma, Dobrodružství kriminalistiky (díl Padělek), Krásný čas, Láska z pasáže
- Pasáž Rokoko – Láska z pasáže
- Peterské náměstí – Kdo chce zabít Jessii?
- Petschkův palác – Bohéma, Kdo chce zabít Jessii?
- Pivovar U Fleků – Adéla ještě nevečeřela
- Politických vězňů – Bohéma, Byl jednou jeden dům, Kdo chce zabít Jessii?
- Prašná brána – Kulový blesk
- Pštrossova ulice – Medvídek, Panna a netvor, Případy detektivní kanceláře Ostrozrak
- Rašínovo nábřeží – Karel a já, Nevinné lži, Noc klavíristy
- Resslova ulice – Jen si tak trochu písknout
- Revoluční ulice – Na samotě u lesa
- Senovážné náměstí – Cirkus Bukowsky II., Kajínek, Láska z pasáže, Na dvoře je kůň, šéfe!, Nikdo nic neví
- Schebkův palác – České století (díly Poslední hurá a Ať si jdou), Dabing Street, Devátý den, Dobrodružství kriminalistiky (díl Modus operandi), Hitler: Vzestup zla, In nomine patris, Já, Mattoni, Iluzionista, Záchvěv stachu
- Slovanský ostrov – Jak utopit dr. Mráčka aneb Konec vodníků v Čechách
- Sokolská ulice – Jen si tak trochu písknout, Když rozvod, tak rozvod
- Soukenická – Musím tě svést
- Spálená ulice – Byl jednou jeden dům
- Studničkova – Láska na druhý pohled, Vlak dětství a naděje (díl Trápení kocoura Žolyho)
- Školská ulice – Jára Cimrman ležící, spící
- Štěpánská ulice – Byl jednou jeden dům, Láska z pasáže, Lásky jedné plavovlásky
- Těšnov – Osvobození Prahy
- U Bulhara – Kamarád do deště
- U Obecního domu – Kulový blesk
- U nemocnice – Jak básníci přicházejí o iluze, Její hřích
- Ulice 28. října – Nestyda
- V jámě – Láska z pasáže
- V jirchářích – Byl jednou jeden dům
- Václavské náměstí – Byl jednou jeden dům, Dobrodružství kriminalistiky (díl Duplikát), Jáchyme, hoď ho do stroje!, Jak básníci přicházejí o iluze, Jarčin profesor, Její hřích, Jen si tak trochu písknout, Každá koruna dobrá, Král Králů, Láska z pasáže, Milenci v roce jedna, Nahota na prodej, Nejistá sezóna, Nestyda, Nevinná, Poručík Alexander Rjepkin, Příště budeme chytřejší, staroušku!
- Varieté U Nováků – Láska z pasáže
- Vodičkova ulice – Jára Cimrman ležící, spící, Láska z pasáže, Osvobození Prahy, Příště budeme chytřejší, staroušku!
- Vojtěšská ulice – Byl jednou jeden dům
- Všeobecná fakultní nemocnice – Její hřích
- Výstavní síň Mánes – Pupendo
- Washingtonova ulice – Král Králů, Pěsti ve tmě
- Wilsonova ulice – Musím tě svést, Nevinné lži
- Záhořanského – Jen si tak trochu písknout
- Žitná – Non Plus Ultras

## Nusle
- Boleslavova – Já nejsem já
- Jaromírova – Muž, který se spustil
- Kongresové centrum – Punťa a čtyřlístek
- Kotorská ulice – Kamarád do deště
- Lomnického ulice – Jen ho nechte, ať se bojí, Punťa a čtyřlístek
- Na Bitevní pláni – Punťa a čtyřlístek
- Na dolinách – Jen ho nechte, ať se bojí, Punťa a čtyřlístek
- Na Jezerce – Punťa a čtyřlístek
- Na klikovce – Jen ho nechte, ať se bojí, Punťa a čtyřlístek
- Na Pankráci – Punťa a čtyřlístek
- Na Vítězné pláni – Punťa a čtyřlístek
- Nad Nuslemi – Punťa a čtyřlístek
- Náměstí Bratří Synků – Já nejsem já, Kajínek
- Náměstí Hrdinů – Noc oranžových ohňů, Osvobození Prahy
- Nuselská ulice – Kamarád do deště II – Příběh z Brooklynu
- Nuselský most – Kdo hledá zlaté dno, Maharal – Tajemství talismanu, Muž, který se spustil, Vinaři
- Pod Děkankou – Jen ho nechte, ať se bojí, Punťa a čtyřlístek
- Pod sokolovnou – Kráska v nesnázích, Kulový blesk
- Radnice – Kulový blesk
- Rostislavova ulice – Osvobození Prahy
- Štětkova ulice – Punťa a čtyřlístek
- Táborská ulice – Kulový blesk
- Ulice Bohuslava ze Švamberka – Punťa a čtyřlístek
- Ulice Marie Cibulkové – Punťa a čtyřlístek
- Ulice Mikuláše z Husi – Punťa a čtyřlístek
- Věznice Pankrác – Osvobození Prahy
- Vrchní soud v Praze – Punťa a čtyřlístek

## Petrovice
- Morseova ulice – Marečku, podejte mi pero!
- Novopetrovická ulice – Jako jed

## Podolí
- Budova České televize – Musím tě svést
- Hoffmannova ulice – Lidice
- Nad Kolonií – Pumpaři od Zlaté podkovy
- Nad spádem – Kdo hledá zlaté dno
- Nedvědovo náměstí – Gympl s (r)učením omezeným
- Plavecký stadion – Konec agenta W4C prostřednictvím psa pana Foustky, Nestyda
- Pod Pekařkou – Kotva u přívozu
- Podolská ulice – Gympl s (r)učením omezeným
- Podolské nábřeží – Jak utopit dr. Mráčka aneb Konec vodníků v Čechách, Nevinné lži
- Ústav pro péči o matku a dítě – Medvídek
- Ve svahu – Nestyda
- Veslařský ostrov – Jak utopit dr. Mráčka aneb Konec vodníků v Čechách
- Vodárenská ulice – Nevinné lži
- Voráčovská ulice – Neuvěřitelný příběh
- Vyšehradský tunel – Jak utopit dr. Mráčka aneb Konec vodníků v Čechách
- Žluté lázně – Jak utopit dr. Mráčka aneb Konec vodníků v Čechách

## Prosek
- Jablonecká ulice – Kulový blesk, Muž z Londýna
- Kytlická ulice – Cirkus Bukowsky II.
- Prosecká ulice – Kulový blesk
- Vysočanská ulice – Kdo přichází před půlnocí

## Radlice
- Radlická ulice – Nevinné lži

## Radotín
- Horymírovo náměstí – Mach, Šebestová a kouzelné sluchátko
- Loučanská – Ach, ty vraždy!, Mach, Šebestová a kouzelné sluchátko
- Radotínský most – Nevinné lži

## Ruzyně
- Aviatická ulice – Muž z Londýna
- K letišti – Konec agenta W4C prostřednictvím psa pana Foustky
- Letiště Praha – Boží pole s.r.o., Ještě větší blbec, než jsme doufali, Kaňka do pohádky, Kdopak by se vlka bál, Konec agenta W4C prostřednictvím psa pana Foustky, Maharal – Tajemství talismanu, Muž z Londýna, Na dvoře je kůň, šéfe!, Nestyda, Nevinná, Nevinné lži, Non Plus Ultras
- Lipská ulice – Kaňka do pohádky
- Stochovská ulice – Kameňák 4, Kvaska
- Vazební věznice – Kameňák 4, Krásný čas, Kvaska

## Řeporyje
- lom Na Požárech – Nebe a dudy, Záhada hlavolamu (seriál)
- Řeporyjské náměstí – Diagnóza smrti
- Skanzen Řepora – Tři bratři
- Vápenka Biskup, Kvis a Kotrba – Rebelové, Záhada hlavolamu (seriál)

## Řepy
- Bazovského – Discopříběh
- Makovského – Diskopříběh, Modrý kód
- Na Chobotě – Vyprávěj
- Skuteckého – Kriminálka Anděl
- Socháňova – Discopříběh, Discopříběh 2
- Španielova – Discopříběh 2, Andílci za školou
- Vondroušova – Discopříběh
- Žalanského ulice – Kytice

## Smíchov
- Bertramka – Dobrodružství kriminalistiky (díl Identifikační kresba)
- Dětský ostrov – Jedna ruka netleská, Maharal – Tajemství talismanu, Muži v naději, Neohlížej se, jde za námi kůň, Nestyda, Nevinné lži
- Dienzenhoferovy sady – Láska na druhý pohled
- Holubova ulice – Jakub
- Janáčkovo nábřeží – Maharal – ''Tajemství talismanu, Muži v naději, Neohlížej se, jde za námi kůň, Nestyda
- Jiráskův most – Její hřích, Medvídek, Milenci v roce jedna
- Karla Engliše – Krásný čas, Nestyda
- Ke Koulce – Jakub
- Malá Xavierova ulice – Kotva u přívozu
- Mozartova ulice – Jakub
- Na bělidle – Nestyda
- Na Čečeličce – Líbáš jako Bůh
- Na Hřebenkách – Kameňák 4, Kotva u přívozu, Na pytlácké stezce
- Na loužku – Kotva u přívozu
- Nad Laurovou – Kotva u přívozu
- Nad Václavkou – Kotva u přívozu
- Nádraží Praha-Smíchov – Ach, ty vraždy!, Jakub
- Nádražní ulice – Ještě větší blbec, než jsme doufali, Nevinné lži
- Náměstí 14. října – Jak utopit dr. Mráčka aneb Konec vodníků v Čechách, Okres na severu
- Náměstí Kinských – Byl jednou jeden dům
- Ostrovského – Kulový blesk
- Plzeňská ulice – Jakub, Líbáš jako Bůh
- Pod Děvínem – Kotva u přívozu
- Pod Stadiony – Když rozvod, tak rozvod
- Pravoúhlá – Já už budu hodný, dědečku, Kotva u přívozu
- Přírodní park Ctirad – Jakub
- Radlická ulice – Jakub, Kulový blesk
- Smíchovská synagoga – Anděl Exit
- Strakonická ulice – Cirkus Bukowsky II., Ještě větší blbec, než jsme doufali, Nevinné lži
- Švédská ulice – Kotva u přívozu, Lekce Faust
- Turistická ulice – Když rozvod, tak rozvod
- U Malvazinky – Pelíšky
- U Nesypky – Kotva u přívozu
- U Plátenice – Kotva u přívozu
- U Sanopzu – Pelíšky
- Ulice Pavla Švandy ze Semčic – Pupendo
- Vyšehradský železniční most – Medvídek
- Xavierova – Kotva u přívozu
- Zahrada Kinských – Dobrodružství kriminalistiky (díl Duplikát)
- Zimní stadion Nikolajka – Okres na severu

## Staré Město
- Alšovo nábřeží – Dobrodružství kriminalistiky (díl Krev), Jak básníci přicházejí o iluze, Jára Cimrman ležící, spící, Maharal – Tajemství talismanu, Muži v naději, Nahota na prodej, Neviděli jste Bobíka?
- Anenské náměstí – Jak se krotí krokodýli
- Anežská ulice – Dobrodružství kriminalistiky (díl Mechanoskopie), Právě začínáme
- Bartolomějská ulice – Bohéma, Kdo chce zabít Jessii?, Můj otec a ostatní muži
- Betlémská ulice – Bohéma, Případy detektivní kanceláře Ostrozrak
- Betlémské náměstí – Maharal – ''Tajemství talismanu
- Celetná – Osvobození Prahy
- Clam-Gallasův palác – Kdo chce zabít Jessii?, Případy detektivní kanceláře Ostrozrak
- Čechův most – Non Plus Ultras
- Dušní ulice – Jak se krotí krokodýli, Marečku, podejte mi pero!
- Grandhotel Bohemia – České století (díly Den po Mnichovu a Zabíjení soudruha), Muž a stín
- Havelská ulice – Dobrodružství kriminalistiky (díl Volavka), Kulový blesk
- Hotel InterContinental – Na dvoře je kůň, šéfe!
- Husova ulice – Hříšní lidé města pražského
- Husův pomník – Osvobození Prahy
- Jilská ulice – Dobrodružství kriminalistiky (díl Identifikační kresba), Adéla ještě nevečeřela, Kulový blesk
- Jungmannova ulice – Kasaři
- Jungmannovo náměstí – Kasaři
- Karlova ulice – Hříšní lidé města pražského
- Karlův most – Jára Cimrman ležící, spící, Její hřích, Jestřáb kontra Hrdlička, Konec agenta W4C prostřednictvím psa pana Foustky, Léto s kovbojem, Maharal – Tajemství talismanu, Micimutr, Tři veteráni
- Karolinum – Jak básníkům chutná život
- Klášterská ulice – Dobrodružství kriminalistiky (díly Rekonstrukce a Padělek)
- Klementinum – Dobrodružství kriminalistiky (díly Jed a Bertillonáž)
- Kolowratský palác – Modrá krev
- Kostečná ulice – Jak se krotí krokodýli
- Kozí ulice – Dobrodružství kriminalistiky (díl Modus operandi), Muž a stín, Případy detektivní kanceláře Ostrozrak
- Kožná – Jára Cimrman ležící, spící
- Liliová ulice – Dobrodružství kriminalistiky (díl Krev), Jára Cimrman ležící, spící, Lekce Faust, Maharal – Tajemství talismanu, Muž a stín
- Malé náměstí – Kdo chce zabít Jessii?, Kulový blesk, Na dvoře je kůň, šéfe!, Noc oranžových ohňů
- Mánesův most – Osvobození Prahy
- Mariánské náměstí – České století (díl Všechna moc lidu Stalinovi), Dobrodružství kriminalistiky (díl Bertillonáž)
- Melantrichova ulice – Kulový blesk
- Michalská ulice – Jára Cimrman ležící, spící, Osvobození Prahy
- Most Legií – Adéla ještě nevečeřela, Já nejsem já, Jáchyme, hoď ho do stroje!, Když rozvod, tak rozvod, Milenci v roce jedna
- Můstek – Jak básníci přicházejí o iluze
- Na příkopě – Milenci v roce jedna
- Na Perštýně – Nestyda
- Náměstí Curieových – České století (díl Den po Mnichovu)
- Náměstí Franze Kafky – Dobrodružství kriminalistiky (díl Padělek), Osvobození Prahy
- Náměstí Jana Palacha – Jak básníci přicházejí o iluze, Nestyda, Non Plus Ultras, Osvobození Prahy
- Náměstí Republiky – Jarčin profesor
- Národní třída – Já nejsem já, Jakub, Můj otec a ostatní muži, Musím tě svést, Na dvoře je kůň, šéfe!
- Novotného lávka – Byl jednou jeden dům, Její hřích, Líbáš jako Bůh
- Nový Kolowratský palác – Modrá krev
- Obchodní dům Kotva – Lucie, postrach ulice
- Ovocný trh – Muži v naději
- Pařížská ulice – Na dvoře je kůň, šéfe!
- Právnická fakulta Univerzity Karlovy – Milenci v roce jedna, Osvobození Prahy
- Rudolfinum – Dobrodružství kriminalistiky (díl Identifikační kresba), Non Plus Ultras, Osvobození Prahy
- Rybná ulice – Neohlížej se, jde za námi kůň
- Řásnovka – Muž a stín, Právě začínáme
- Řetězová – Dobrodružství kriminalistiky (díl Krev), Jára Cimrman ležící, spící, Lekce Faust
- Salvátorská ulice – Jak se krotí krokodýli
- Seminářská ulice – Hříšní lidé města pražského, Kdo chce zabít Jessii?
- Smetanovo nábřeží – Neviděli jste Bobíka?
- Spálená ulice – Jakub
- Staroměstské náměstí – Adéla ještě nevečeřela, Byl jednou jeden dům, Dobrodružství kriminalistiky (díl Krev), Jak básníci přicházejí o iluze, Jen ho nechte, ať se bojí, Kdo chce zabít Jessii?, Konec agenta W4C prostřednictvím psa pana Foustky, Kulový blesk, Maharal – Tajemství talismanu, Můj brácha má prima bráchu, Na dvoře je kůň, šéfe!, Na kolejích čeká vrah, Nahota na prodej, Osvobození Prahy
- Střelecký ostrov – Jak utopit dr. Mráčka aneb Konec vodníků v Čechách, Jako jed, Největší z Čechů, Tři veteráni
- Týnská ulička – Dobrodružství kriminalistiky (díl Střela)
- U Dobřenských – Lekce Faust, Případy detektivní kanceláře Ostrozrak
- U Obecního domu – Adéla ještě nevečeřela
- U obecního dvora – Případy detektivní kanceláře Ostrozrak
- U Prašné brány – Adéla ještě nevečeřela, Muž a stín
- U Radnice – Dobrodružství kriminalistiky (díl Padělek), Osvobození Prahy
- Uhelný trh – Kulový blesk, Případy detektivní kanceláře Ostrozrak
- Zlatá – Jára Cimrman ležící, spící, Maharal – Tajemství talismanu, Muž a stín
- Železná ulice – Jak utopit dr. Mráčka aneb Konec vodníků v Čechách, Lekce, Osvobození Prahy

## Stodůlky
- Bucharova ulice – Nevinné lži
- Hábova ulice – Kamarád do deště II – Příběh z Brooklynu
- Jeremiášova ulice – Nevinné lži
- Pekařská ulice – Nevinné lži
- Rozvadovská spojka – Nevinné lži
- Siemensova ulice – Nevinné lži
- Skanzen Řepora – Jménem krále

## Strašnice
- Gutovka – Nevinné lži
- Okrajní ulice – Ordinace v růžové zahradě
- Olešská ulice – Létající Čestmír
- Strašnické divadlo – Nejistá sezóna
- Uhříněvská ulice – Létající Čestmír

## Střešovice
- Buštěhradská – Pupendo
- Dělostřelecká – Dobrodružství kriminalistiky (díl Hon na rozhlasových vlnách), Nevinnost
- Gymnázium J. Keplera – Jak se krotí krokodýli
- Klidná – Nevinnost
- Lomená – Dobrodružství kriminalistiky (díl Padělek)
- Na Hubálce – Kdopak by se vlka bál
- Na Petynce – Jak básníkům chutná život, Jak napálit advokáta, Pěnička a Paraplíčko
- Nad hradním vodojemem – Případy detektivní kanceláře Ostrozrak
- Parléřova – Jak napálit advokáta, Její hřích
- Pod bateriemi – Panoptikum města pražského (díl Hokynářská balada), Případy detektivní kanceláře Ostrozrak
- Spojená – Nevinnost
- Starostřešovická – Případy detektivní kanceláře Ostrozrak
- U první baterie – Případy detektivní kanceláře Ostrozrak
- Východní ulice – Křtiny

## Střížkov
- Ďáblická – Škoda lásky

## Suchdol
- Česká zemědělská univerzita – Nechci nic slyšet, Tchán, Nemocnice na kraji města, Nemocnice na kraji města po 20 letech
- Trojanův mlýn – Bestiář, Byli jednou dva písaři, Helimadoe, Honza málem králem, Lékař umírajícího času, Nevinné lži, Panna a netvor
- V údolí – Škoda lásky

## Troja
- Cyklostezka podél Vltavy – Líbáš jako Bůh
- Pod Havránkou – Nevinnost
- Povltavská – Němá barikáda
- V Holešovičkách – Němá barikáda
- V Podhoří – Líbáš jako Bůh
- Vodácká – Musím tě svést
- Zoo Praha – Nestyda

## Třebonice
- Krteň – Mladý muž a bílá velryba

## Veleslavín
- José Martího – Pelíšky
- Šumberova ulice – Jak vytrhnout velrybě stoličku
- Veleslavínská – Líbáš jako Bůh
- Za Zahradou – Láska z pasáže

## Velká Chuchle
- Dostihový areál – Neohlížej se, jde za námi kůň

## Vinohrady
- Anny Letenské – Kamarád do deště II – Příběh z Brooklynu
- Balbínova ulice – Osvobození Prahy
- Blanická ulice – Kamarád do deště II – Příběh z Brooklynu
- Bratří Čapků – Kamarád do deště
- Divadlo na Vinohradech – Muži v naději
- Havlíčkovy sady – Čtvrtá hvězda
- Havlíčkovy sady (Viniční altán) – Ach, ty vraždy!
- Hotel Le Palais – Nestyda
- Hradešínská – Jedna kočka za druhou
- Jugoslávská ulice – Dobrodružství kriminalistiky (díl Padělek)
- Korunní – Jak básníkům chutná život
- Kostel sv. Ludmily – Cirkus Bukowsky II., Krásný čas
- Legerova ulice – Cirkus Bukowsky II., Kamarád do deště
- Libická ulice – Kamarád do deště
- Lužická ulice – Nevinné lži
- Na Kozačce – Kam doskáče ranní ptáče
- Na Smetánce – Osvobození Prahy
- Nad Petruskou – Milenci v roce jedna
- Náměstí Jiřího z Lobkovic – Kam doskáče ranní ptáče
- Náměstí Jiřího z Poděbrad – Kamarád do deště II – Příběh z Brooklynu, Nevinné lži, Poručík Alexander Rjepkin
- Náměstí Míru – Bambinot, Cirkus Bukowsky II., Její hřích, Krásný čas, Sňatková kancelář[2]
- Národní dům na Vinohradech – Comeback, Láska z pasáže
- Nitranská ulice – Comeback
- Polská ulice – Kamarád do deště, Pupendo, Nikdo nic neví[1]
- Rumunská ulice – Krásný čas
- Ruská ulice – Létající Čestmír
- Rybalkova – Kam doskáče ranní ptáče
- Římská ulice – Osvobození Prahy
- Sady Svatopluka Čecha – Muži v naději
- Slovenská ulice – Kruh (2001)
- Stanice metra Náměstí Míru – Něco je ve vzduchu
- Státní opera – Jak vytrhnout velrybě stoličku
- Strašnické krematorium – Jedna kočka za druhou, Krásný čas
- U tržnice – Kamarád do deště
- U Havlíčkových sadů – Muž a stín, Případy detektivní kanceláře Ostrozrak
- Varšavská ulice – Kam doskáče ranní ptáče
- Vinohradská ulice – Kamarád do deště, Kamarád do deště II – Příběh z Brooklynu, Kaňka do pohádky, Osvobození Prahy
- Voroněžská ulice – Kam doskáče ranní ptáče
- Wenzigova ulice – Milenci v roce jedna
- Wilsonova ulice – Cirkus Bukowsky II.

## Vokovice
- Arabská ulice – Příště budeme chytřejší, staroušku!
- Evropská třída – Bambinot, Já už budu hodný, dědečku, Křtiny, Líbáš jako Bůh, Lucie, postrach ulice
- Ke Dvoru – Líbáš jako Bůh
- Nigerijská ulice – Křtiny
- Veleslavínská – Líbáš jako Bůh

## Vršovice
- Kodaňská ulice – Kam doskáče ranní ptáče, Křtiny
- Nádraží Praha-Vršovice – Osvobození Prahy
- Sportovní ulice – Muž, který se spustil
- Synot Tip Aréna – Něco je ve vzduchu
- Vršovická ulice – Kamarád do deště
- Vršovické náměstí – Jáchyme, hoď ho do stroje!

## Vysočany
- Kelerka – Osvobození Prahy
- Kolbenova ulice – Osvobození Prahy
- Podkovářská ulice – Žena, která ví, co chce

## Vyšehrad
- Cihelná brána – Dobrodružství kriminalistiky (díl Písmo), Případy detektivní kanceláře Ostrozrak
- K rotundě – Neuvěřitelný příběh
- Libušina lázeň – Bohéma
- Podzemní sál Gorlice – Jedna ruka netleská
- Šafaříkova ulice – Medvídek
- Štulcova ulice – Případy detektivní kanceláře Ostrozrak, Punťa a čtyřlístek
- V pevnosti – Muži v naději, Neuvěřitelný příběh, Případy detektivní kanceláře Ostrozrak
- Vyšehradské kasematy – Jedna ruka netleská
- Vyšehradský železniční most – Lekce Faust, Medvídek

## Záběhlice
- Hlavní ulice – Kulový blesk
- Jihovýchodní VI – Ach, ty vraždy!
- Jižní náměstí – Ach, ty vraždy!
- Na Chodovci – Jak básníci neztrácejí naději
- Severovýchodní I – Ach, ty vraždy!
- Záběhlická ulice – Cirkus Bukowsky II.

## Zbraslav
- Ke Krňovu – Konec básníků v Čechách
- Radotínský most – Nevinné lži

## Žižkov
- Blahoslavova ulice – Jen ho nechte, ať se bojí
- Bořivojova ulice – Na dvoře je kůň, šéfe!
- Chelčického ulice – Ještě větší blbec, než jsme doufali
- K Žižkovu – Policie Modrava
- Komenského náměstí – Jen ho nechte, ať se bojí
- Kostel svatého Prokopa – Byl jednou jeden dům
- Kubelíkova – Eva tropí hlouposti,[3][4] Nikdo nic neví[5]
- Milíčova ulice – Kamarád do deště
- Rokycanova ulice – Ještě větší blbec, než jsme doufali
- Řehořova ulice – Cirkus Bukowsky II.
- Sladkovského náměstí – Byl jednou jeden dům, Jedna ruka netleská
- Stadion FK Viktoria Žižkov – Noc oranžových ohňů
- Škroupovo náměstí – Eva tropí hlouposti,[3][4] Nikdo nic neví,[1] Sňatková kancelář[2]
- Štítného – Škoda lásky
- U kněžské louky – Kráska v nesnázích
- Vinohradská ulice – Ach, ty vraždy!
- Vítkov – Neuvěřitelný příběh
- Vozová – Nikdo nic neví[6]
- Vrch sv. Kříže – Cirkus Bukowsky II.
- Žižkovská věž – Nevinné lži